# Herpestes ichneumon
La mangusta egiziana o icneumone (Herpestes ichneumon Linnaeus, 1758) è un carnivoro della famiglia degli Erpestidi. (Talvolta, in senso più ampio, il nome «icneumone» viene utilizzato per indicare anche altre specie di manguste africane.) Occupa in Africa la nicchia ecologica che in Asia è occupata dalla mangusta grigia indiana e dalla mangusta di Giava ed è inoltre l'unica specie di mangusta originaria anche del suolo europeo. Il suo nome deriva dal greco antico ἰχνεύμων (ichneúmōn) o ἰχνευτής (ichneutēs), che significa «che segue le tracce», ma gli antichi, in realtà, la indicavano con un altro nome («donnola egiziana»).

## Descrizione

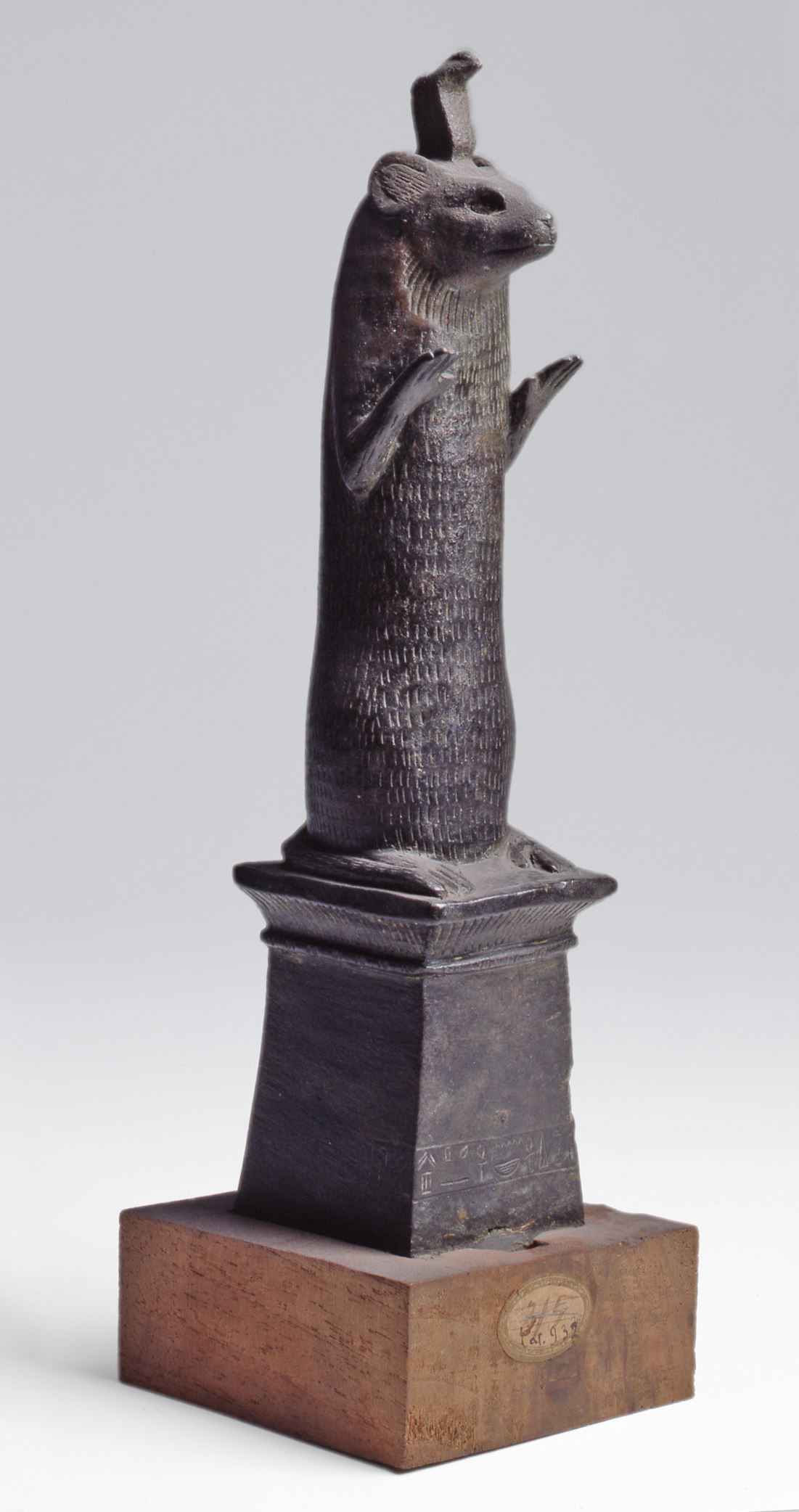
Statuetta di icneumone, animale legato agli dei egizi Atum e Horus. Bronzo, tra il 722 e il 332 a.C., Periodo tardo dell'Egitto. Museo Egizio, Torino.

L'icneumone ha una lunghezza testa-corpo di 50–65 cm, ai quali vanno aggiunti altri 33–45 cm di coda. Il peso varia tra gli 1,7 e i 4 kg. Ha corpo snello e allungato, con arti relativamente brevi e coda folta. È ricoperta da una lunga pelliccia di colore grigio screziato di marrone e presenta, nel complesso, un aspetto poco appariscente. Il muso è appuntito e gli occhi sono circondati da un anello di pelle nuda.

## Distribuzione e habitat
L'icneumone è diffuso in gran parte dell'Africa, dove è assente solamente nei deserti e nelle foreste pluviali molto fitte. Suo habitat preferito è la savana. Inoltre, è presente anche in Asia Minore e in Palestina. È l'unica specie di mangusta diffusa nell'Europa meridionale, in Spagna e Portogallo. Tuttavia, se la specie sia sempre stata presente in questo continente o vi sia stata introdotta dall'uomo in tempi antichi è tuttora oggetto di discussione. Più di recente, è stata introdotta anche in Italia, dove non si è avuta acclimatazione, e in Madagascar.

## Biologia
Le abitudini di questa specie mostrano forti parallelismi con quelle della mangusta grigia indiana e della mangusta di Giava: va in cerca di cibo durante il giorno e si nutre di insetti, roditori, uccelli e rettili. Come queste altre due specie è in grado di sopraffare i serpenti velenosi effettuando attacchi fulminei. Consuma anche uova, che afferra con le zampe anteriori e lancia contro una roccia per romperne il guscio.
Riguardo al comportamento sociale, le testimonianze sono discordanti, in quanto è stata avvistata sia da sola che in coppie.

### Riproduzione
Dopo 60-84 giorni di gestazione, la femmina dà alla luce da due a quattro piccoli. Essi vengono allattati per un periodo variabile dalle quattro alle otto settimane, e raggiungono la piena indipendenza tra i sei e i dodici mesi. L'aspettativa di vita in cattività può superare i 20 anni.

## Tassonomia
Ne vengono riconosciute undici sottospecie:
- H. i. ichneumon Linnaeus, 1758, diffusa in Israele, Palestina, Giordania ed Egitto.
- H. i. angolensis Boacage, 1890, rinvenuta in Angola, a Quissange, nei pressi della missione Duque de Branganqa e Cubango.
- H. i. cafra Gmelin, 1788, diffusa in Sudafrica, nella regione del Capo di Buona Speranza (Provincia del Capo Occidentale).
- H. i. centralis Lönnberg, 1917, rinvenuta nella Repubblica Democratica del Congo, nei pressi di Beni (Provincia del Kivu Nord).
- H. i. funestus Osgood, 1910, rinvenuta in Kenya, a Naivasha (Provincia della Rift Valley), e nella Repubblica Democratica del Congo.
- H. i. mababiensis Roberts, 1932, rinvenuta in Botswana, a Mababe.
- H. i. numidicus F. C. Cuvier, 1834, diffusa in Algeria, Marocco e Tunisia.
- H. i. parvidens Lönnberg, 1908, rinvenuta nella Repubblica Democratica del Congo, a Manyanga, lungo il corso inferiore del Congo.
- H. i. sabiensis Roberts, 1926, rinvenuta in Mozambico, a Save-Runde, e in Sudafrica, nel Transvaal orientale.
- H. i. sangronizi Cabrera, 1924, diffusa nel Marocco sud-occidentale.
- H. i. widdringtonii Gray, 1842, diffusa nella penisola iberica (Spagna e Portogallo).

## Rapporti con l'uomo
Nell'antico Egitto, l'icneumone veniva venerato come un animale sacro (in francese viene infatti chiamato rat des pharaons, «ratto dei faraoni») e si trova raffigurato in numerosi affreschi e rilievi, in particolare di età tolemaica, ma anche dell'Antico Regno. La popolarità dell'icneumone dipende, come per le manguste dell'India, dalla sua reputazione di cacciatore di serpenti. Aristotele ne descrisse i combattimenti contro i serpenti, ed Erodoto scrisse che gli icneumoni venivano imbalsamati e sepolti in luoghi sacri. Plinio il Vecchio racconta che gli abitanti dell'Egitto credevano che gli icneumoni saltassero in bocca ai coccodrilli e strappassero loro il cuore, uccidendoli. Naturalmente, questa affermazione non ha nulla a che vedere con la realtà, ma ha contribuito ad accrescere la popolarità dell'icneumone. Per Plutarco l’icneumone, il bue e la pecora erano venerati poiché utili e d’aiuto per l’uomo.

## Conservazione
L'icneumone viene classificato sulla Lista Rossa delle specie minacciate dell'Unione Internazionale per la Conservazione della Natura (IUCN) come specie «a rischio minimo» (Least Concern).